# ポマランチ
株式会社ポマランチ（PomaRancz）は、東京都新宿区西新宿に本社を置く日本の声優事務所。

## 概要
声優のうえだゆうじが2012年3月に大沢事務所から独立し設立。

## 所属声優

### 男性
- うえだゆうじ

### 女性
- 南央美
- 渡辺ゆり子（業務提携）